# 山本有二
山本有二（1952年5月11日—），日本政治家、律師，出身於高知縣，為自由民主黨的眾議院議員議員（9次當選）。曾任農林水產大臣。在自民黨內屬於石破派（水月會）。
2017年7月份山本有二訪問中國與農業部副部長余欣榮舉行會談，就擴大日本產大米對中國出口尋求批准，當時日本對中國出口大米須經由中方認可的神奈川縣內的一間精米工廠與倉庫加工與品管，山本有二意圖提議增加設施而非限於一處。

## 生平
- 1990年3月：自民黨國民生活局次長
- 1993年8月：自民黨地方局長，建設部會副部會長，地方行政部會副部會長
- 1994年9月：自民黨國會對策副委員長
- 1996年1月：自治政務次官（第1次橋本內閣）
- 1996年11月：自民黨勞動・消費者關係團體委員長
- 2001年：眾議院經濟產業委員長
- 2002年：眾議院法務委員長
- 2003年9月：財務副大臣（第2次小泉內閣）
- 2005年11月：自民黨經理局長
- 2006年9月：金融擔當大臣（第1次安倍內閣）
- 2010年：眾議院懲罰委員長
- 2012年12月：眾議院預算委員長
- 2016年8月：農林水產大臣（第3次安倍第2次改造內閣）
- 2017年8月：自民黨財務委員長

## 外部連結
- 官方網站 （页面存档备份，存于）

| 議會席位                 | 議會席位                                  | 議會席位                   |
| ------------------------ | ----------------------------------------- | -------------------------- |
| 前任： 中井洽            | 眾議院預算委員長 2012年—2013年            | 繼任： 二階俊博            |
| 前任： 河村建夫          | 眾議院懲罰委員長 2010年—2012年            | 繼任： 山本拓              |
| 前任： 園田博之          | 眾議院法務委員長 2002年—2003年            | 繼任： 增田敏男            |
| 前任： 新設              | 眾議院經濟產業委員長 2001年—2002年        | 繼任： 谷畑孝              |
| 官衔                     |                                           |                            |
| 前任： 森山裕            | 農林水產大臣 第60代：2016年—2017年        | 繼任： 齋藤健              |
| 前任： 與謝野馨          | 特命擔當大臣（金融） 第6代：2006年—2007年 | 繼任： 渡邊喜美            |
| 前任： 谷口隆義 小林興起 | 財務副大臣 與石井啟一一起 2003年—2004年   | 繼任： 上田勇 田野瀨良太郎 |